# راکویل (مینه‌سوتا)
راکویل، مینه‌سوتا (به انگلیسی: Rockville, Minnesota) یک شهر در ایالات متحده آمریکا است که در شهرستان استیرنز، مینه‌سوتا واقع شده‌است.

## خصوصیات
راکویل ۷۸٫۱۴ کیلومترمربع مساحت و ۲٬۴۴۸ نفر جمعیت دارد و ۳۲۸ متر بالاتر از سطح دریا واقع شده‌است.